# Coprinopsis tigrinella
Coprinopsis tigrinella är en svampart som först beskrevs av Jean Louis Emile Boudier, och fick sitt nu gällande namn av Redhead, Vilgalys & Moncalvo 2001. Coprinopsis tigrinella ingår i släktet Coprinopsis och familjen Psathyrellaceae.  Arten är reproducerande i Sverige. Inga underarter finns listade i Catalogue of Life.